# William G. Niederland
William G. Niederland  (geboren 29. August 1904 in Schippenbeil, Ostpreußen; gestorben 30. Juli 1993 in Englewood (New Jersey)) war ein deutsch-amerikanischer Psychoanalytiker.

## Leben
Wilhelm Niederlands Vater Abraham zog als Rabbiner und Chasan von Ostpreußen nach Würzburg. Niederland besuchte das Königliche Realgymnasium in Würzburg und studierte an der Würzburger Universität Medizin. Nach dem Studium arbeitete er ab 1929 in den Beelitz-Heilstätten, ab 1930 im Gesundheitsamt in Düsseldorf und war von 1932 bis 1934 Arzt im Rheinburg Sanatorium in Gailingen.
1934 emigrierte Niederland nach Italien, wo er erneut ein medizinisches Examen ablegte und als Psychiater praktizierte. Seinen Vornamen italianisierte er zu Guglielmo. 1939 emigrierte er aus dem faschistischen Italien nach Großbritannien und ging von dort 1940 in die Vereinigten Staaten, wo er ein drittes Mal ein medizinisches Examen ablegen musste und seinen Vornamen erneut anpasste. 1954 wurde er US-amerikanischer Staatsbürger. Er arbeitete als Krankenhausarzt, betrieb eine Privatpraxis und lehrte zeitweise an der University of South Florida. Zwischen 1948 und 1953 vertiefte er seine Ausbildung am New York Psychoanalytical Institute und arbeitete bis 1977 am SUNY Downstate Medical Center, wo er eine Professur erhielt.
Niederland arbeitete sein Leben lang an dem Fall Daniel Paul Schreber, der 1911 von Sigmund Freud publiziert worden war und den Niederland als dessen „wichtigsten Beitrag zur psychoanalytischen Erforschung der Psychose“ bezeichnete.
Sein erster aus einer Reihe von Aufsätzen zu dem Thema erschien 1951. Als seine Monographie 1974 erschien, hatte sich bereits Morton Schatzman aus der Schule der Antipsychiatristen des Falls bemächtigt und als Beweisstück gegen die Freudsche Schule aufgebaut. Niederlands letzte Schrift zu Schreber erschien 1989. Aus einem Griechenlandurlaub resultierte Niederlands Interesse an der Vita des Troja-Entdeckers Heinrich Schliemann und dessen Forschungstrieb.
Seit 1953 war Niederland im Auftrag der Opferorganisation United Restitution Organization als medizinischer Gutachter bei deutschen Sozialgerichten tätig, die die Rentenansprüche von Überlebenden des Holocaust festsetzten. Entgegen den von deutschen Psychiatern im Wiedergutmachungsinteresse des deutschen Staates erstellten Gutachten, wonach eine eingeschränkte Arbeitsfähigkeit ehemaliger KZ-Insassen, Zwangsarbeiter oder deren Angehörigen nach relativ kurzer Zeit nur noch auf individuelle Prädispositionen zurückzuführen sei, führte Niederland die lang anhaltenden gesundheitlichen Beeinträchtigungen auf die NS-Verfolgung zurück. 1961 erschien hierzu seine erste Veröffentlichung: The Problems of the Survivor-Part I, und ab 1963 organisierte er an der Wayne State University unter der Themenstellung Late Sequelae of Massive Psychic Trauma eine Reihe von Konferenzen. Zusammen mit Robert Jay Lifton, Ulrich Venzlaff und Henry Krystal prägte Niederland die Theorie vom Überlebenden-Syndrom, wozu 1964 die erste Veröffentlichung erschien.
Er behandelte auch Veteranen der US-Streitkräfte des Vietnamkriegs und überarbeitete 1980 das Konzept der Posttraumatischen Belastungsstörung im Diagnostic and Statistical Manual of Mental Disorders (DSM-III) der American Psychiatric Association.
Niederland war für über zwanzig Jahre Mitherausgeber der Zeitschrift The Psychoanalytic Quarterly und von 1971 bis 1973 Präsident der Psychoanalytic Association of New York.
Mit seiner Frau Jacqueline (1918–1992) hatte er drei Söhne.

## Schriften

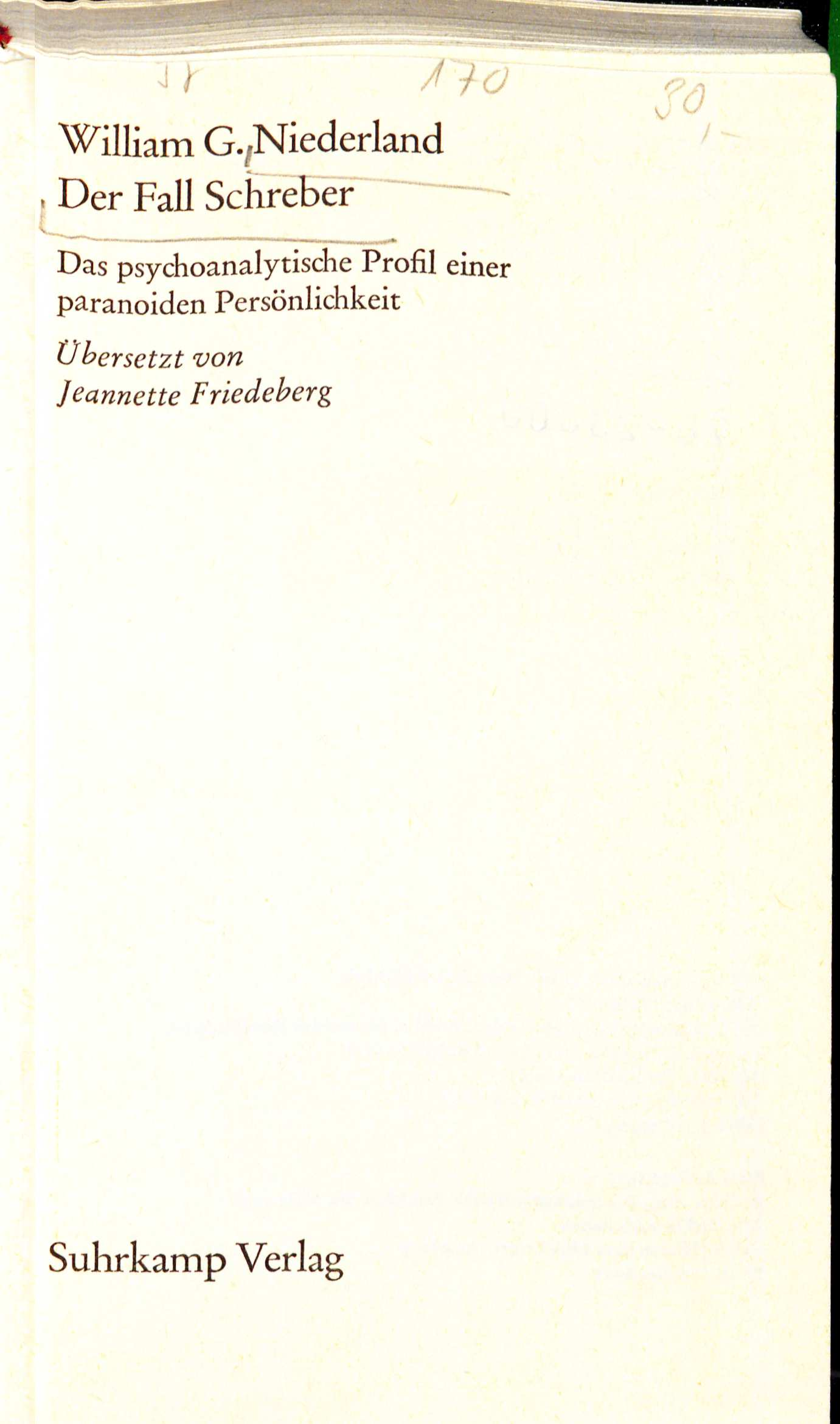
Der Fall Schreber (deutsche Übersetzung, 1978)

- Trauma und Kreativität. Aufsatzsammlung Hrsg. von Wenda Focke. Mit einer Einleitung von Hans-Martin Lohmann, Nexus, Frankfurt am Main 1989, ISBN 3-923301-43-X.
- Die verkannten Opfer. Späte Entschädigung für seelische Schäden. In: Ludolf Herbst, Constantin Goschler (Hrsg.): Wiedergutmachung in der Bundesrepublik Deutschland. München : Oldenbourg, 1989, S. 351–359
- Folgen der Verfolgung: Das Überlebenden-Syndrom, Seelenmord. Suhrkamp, Frankfurt am Main 1980, ISBN 3-518-11015-2.
- Der Fall Schreber: Das psychoanalytische Profil einer paranoiden Persönlichkeit. Übers. Jeanette Friedeberg, Suhrkamp, Frankfurt a. M. 1978, ISBN 3-518-07490-3. (Englischsprachige Originalausgabe 1974.)
- Hoher Blutdruck und Arterienverkalkung : Schutz vor Kreislaufstörungen und Herzschlag ; wirksame Vorbeugung durch natürliche Lebens- und Heilweise. Falken-Verlag, Berlin-Lichterfelde 1935.
- Nervosität! Jedermanns Krankheit Ursachen, Verhütung und erfolgreiche Heilbehandlung nervös-seelischer Leiden. Falken, Berlin-Lichterfelde 1935.
- An analytic inquiry into the life and work of Heinrich Schliemann., Drives, Affects, Behavior, 1965.
- Halte Herz und Arterien gesund : Schutz vor Herzschlag und Arterienverkalkung ; Wirksame Vorbeugung durch natürl. Lebens- u. Heilweise, Falken-Verlag, Berlin-Lichterfelde 1933.
- Neue Untersuchungen zum forensischen Spermanachweis, Würzburg, 1930. (Dissertation)